# Paco Moncayo
Paco Rosendo Moncayo Gallegos  (Quito, 8 de octubre de 1940), es un político y militar (retirado) ecuatoriano, con el rango de general. Fue consejero de Gobierno de Seguridad Nacional, entre abril y junio de 2023; en el gobierno de Guillermo Lasso. Ejerció como diputado nacional (1998-2000), alcalde Metropolitano de Quito (2000-2009), y asambleísta nacional por Pichincha (2009-2013). También se desempeñó como jefe del Comando Conjunto de las Fuerzas Armadas del Ecuador (1996-1998).

## Biografía
Paco Rosendo nació el 8 de octubre de 1940, en la ciudad ecuatoriana de Quito. Hijo del abogado Francisco Moncayo Altamirano, y de la profesora Aída Gallegos García.[cita requerida]
Realizó su formación primaria en la «Escuela Santo Tomás Apóstol» de Riobamba y en la «Escuela San Andrés» de Quito, y la secundaria en el Instituto Nacional Mejía y en la Escuela Superior Militar Eloy Alfaro, ambos en Quito.
Tras realizar estudios en la Universidad Central del Ecuador, obtuvo la licenciatura en Ciencias Internacionales, con mención en Economía e Integración, y posteriormente el doctorado.
Obtuvo un diplomado en Seguridad Continental, en el Colegio Interamericano de Defensa.

### Vida militar
En 1995 alcanzó notoriedad pública en su país luego de que comandara al Ejército del Ecuador durante el conflicto armado de la Guerra del Cenepa, permaneciendo en la zona de conflicto hasta la firma del cese al fuego firmado a finales de marzo de 1995. Se le acredita haber defendido las posiciones ecuatorianas amenazadas. 
Entre los cargos más importantes que ocupó se pueden señalar:
- Agregado militar, naval y aéreo del Ecuador en la República de Israel.
- Coordinador del Ministerio de Agricultura.

Durante el Gobierno Militar, se desempeñó como director ejecutivo del Centro de Reconstrucción del Austro.
También se desempeñó como jefe del Gabinete del Ministerio de Defensa Nacional.
- Jefe de Operaciones del Ejército.
- Jefe del Comando Conjunto de las Fuerzas Armadas (1996-1998).
- Jefe de Estado Mayor del Ejército.
- Comandante General del Ejército.

Obtuvo el rango de General de Ejército, siendo el máximo grado dentro de las FF. AA. ecuatorianas.
Hay que destacar que es el único militar en la historia del Ecuador en lograr completar 40 años de vida militar, 5 como Cadete y 35 como Oficial. Llegando al fin de su carrera militar luego del conflicto del Cenepa y logrando ser uno de los mejores militares de todo Ecuador.

## Vida política
En el plano político ha sido visible, aún cuando era militar en servicio activo. En 1995, influyó en la renuncia del vicepresidente Alberto Dahik.[cita requerida]. Así mismo, fue elemento clave en el derrocamiento de Abdalá Bucaram en febrero de 1997.

### Diputado
En 1998, se retira de las Fuerzas Armadas tras alcanzar el máximo que manda la ley, e ingresó en la política. En ese mismo año, fue elegido diputado nacional por el partido Izquierda Democrática (ID), siendo el líder del bloque socialdemócrata en el parlamento.[cita requerida] Renunció a su curul en enero del 2000, a raíz del golpe de Estado en contra de Jamil Mahuad.

### Alcaldía de Quito
En marzo del 2000, fue elegido como candidato por el partido Izquierda Democrática, para ocupar la Alcaldía Metropolitana de Quito, en las elecciones seccionales del 21 de mayo de ese mismo año. Tras las elecciones, fue declarado como ganador, por liderar el escrutinio de la votación con el 60 % de los votos.[cita requerida]
En 2004, participó en las elecciones seccionales, como candidato a la reelección, por la ID, lográndolo por liderar el escrutinio de la votación con el 55% de los votos.

### Asambleísta

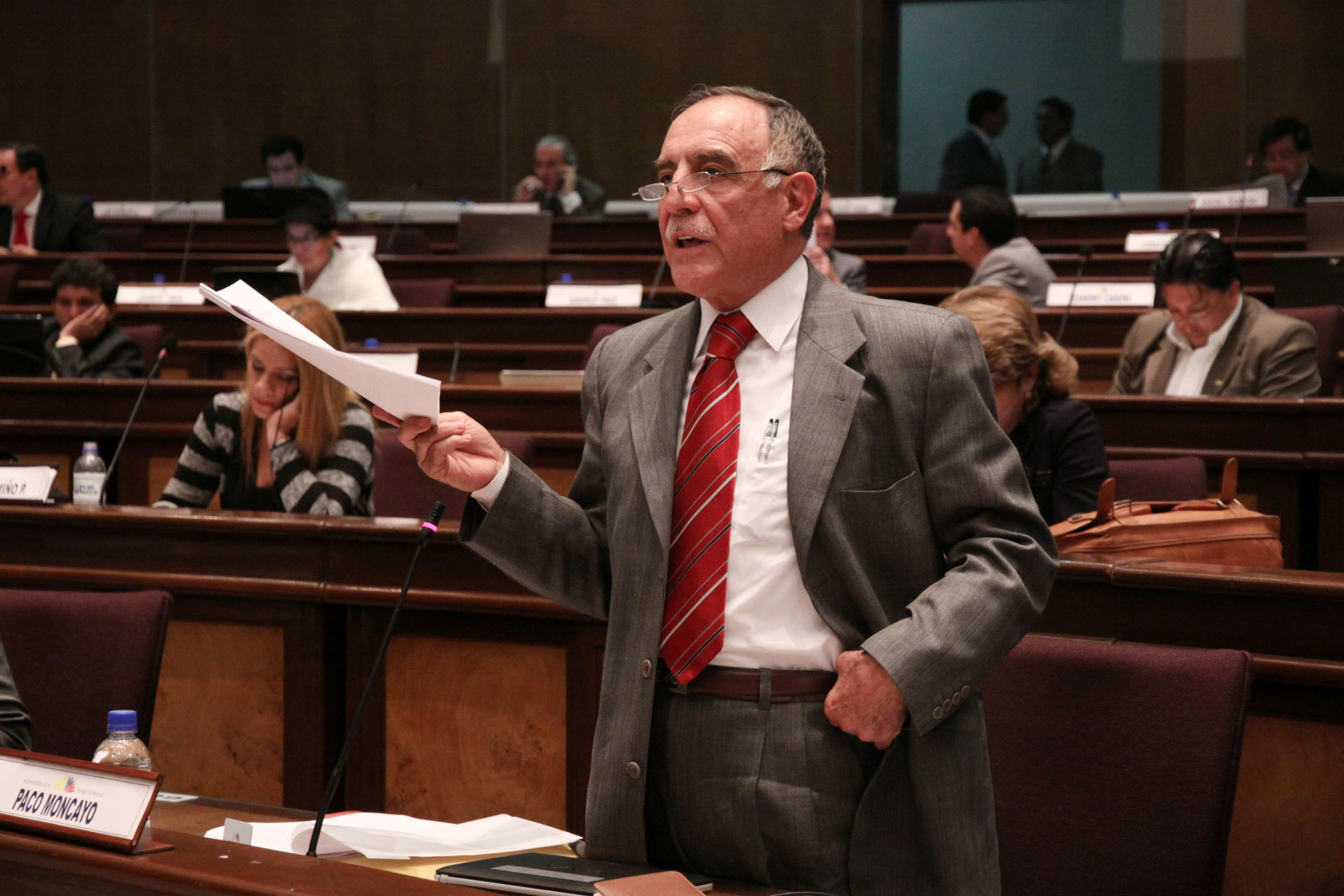
Moncayo como asambleísta, en marzo de 2010.

El 29 de enero de 2009, anunció postularse en las elecciones legislativas de ese mismo año, como candidato por la provincia de Pichincha a la Asamblea Nacional, representando al Movimiento Municipalista, de su creación. Tras las elecciones obtuvo una curul, posesionándose el 31 de julio.
En 2013, participó en las elecciones legislativas, como candidato a la reelección, por el movimiento Ruptura 25, pero no logró conseguir una curul. Luego de las elecciones aseguró que seguirá siendo parte de Ruptura.
En diciembre de 2013, Moncayo recibió críticas directas por parte del presidente Rafael Correa luego de que se mostrara en contra de la propuesta del presidente de reducir el tamaño de las Fuerzas Armadas del Ecuador. Correa aseveró que el mismo Moncayo le había hecho la misma propuesta años atrás, refiriéndose a las declaraciones recientes del general con los términos: "Esa es la miseria humana, la pequeñez de cierta politiquería". Moncayo negó lo dicho por Correa días después.

### Candidatura presidencial
El 24 de septiembre de 2016, tras una convención nacional del partido celebrada en la ciudad de Quito, se oficializó su candidatura a la presidencia de la República por la Izquierda Democrática y la alianza de centro izquierda Acuerdo Nacional por el Cambio. El martes 8 de noviembre de ese año, anunció en su cuenta personal de Twitter que su candidato a la vicepresidencia sería una mujer de la Costa, que fue presentada dos días después en una Asamblea del ANC, y resultó ser la guayaquileña Monserratt Bustamante, Directora de Planificación Institucional y Desarrollo de la Universidad Ecotec. En las elecciones de febrero de 2017, obtuvo el cuarto puesto.

### Consejero de Gobierno
El 25 de abril de 2023, fue nombrado por el presidente Guillermo Lasso, como consejero de Gobierno de Seguridad Nacional del Ecuador, al día siguiente fue posesionado como tal.
El 19 de junio del mismo año, presentó su renuncia irrevocable a la consejería, la cual fue aceptada por el presidente Lasso.

## Condecoraciones

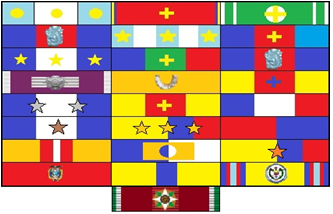
Placa de Condecoraciones Nacionales y Extranjeras del General Moncayo.

Ha recibido también varias condecoraciones nacionales e internacionales entre las que por su importancia destacan:
- Orden de Abdón Calderón de Primera Clase (en dos oportunidades).
- Orden de Abdón Calderón de Tercera Clase.
- Condecoración Vencedores de Tarqui en Grado de Comendador.
- Cruz de Honor Militar.
- Gran Cruz de Honor Militar.
- Condecoración Fuerzas Armadas de Tercera Clase.
- Condecoración Fuerzas Armadas de Segunda Clase.
- Condecoración Fuerzas Armadas de Primera Clase.
- Cruz de Honor Militar de la República de Brasil.
- Cruz al Mérito Militar República de Argentina.
- Condecoración al Mérito Militar de la República de Chile.
- Condecoración Coronel Francisco Bolognesi de la República del Perú.
- Orden de Carabobo al Mérito Militar República Bolivariana de Venezuela.
- The Legion of Merit (Degree of commander) United States of America.
- Gran Collar de la Armada del Ecuador.
- Cruz al Mérito de Guerra en el grado de Gran Cruz (por participación en el Alto Cenepa).
- Condecoración a la excelencia profesional otorgada por el Congreso Nacional.
- Condecoración de la Academia de Guerra del Ecuador.
- Gran Collar de Honor Militar.